# Thriller 25

Thriller 25 er et 25-års jubilæumsalbum udgivet af popikonet; Michael Jackson. Albummet blev udgivet i Australien den 8. februar 2008, hvor det derefter blev udgivet internationalt den 11. februar 2008, og den efterfølgende dag i USA. Thriller 25 er en speciel genudgivelse af Jacksons Thriller-album, som blev udgivet 30. november 1982. Det originale album var produceret af Quincy Jones, mens det er Black Eyed Peas-produceren Will.i.am, som har produceret Thriller 25. 
Thriller har været Jacksons største succes som solist, hvor albummet efterhånden har solgt mere end 100 millioner eksemplarer. I Danmark har Thriller solgt ca. 168.000 eksemplarer. Thriller har desuden også rekorden for verdens bedstsælgende album.
Thriller 25 ses som det andet kapitel af Thriller. Jackson diskuterede for første gang en forsættelse af Thriller i tv-programmet Access Hollywood i 2006, hvor han udtalte, at han efterfølgende ville diskutere ideen med Will.i.am.
Albummet er udgivet af Sony BMG's søsterselskab, Legacy Recordings. I USA satte BBFC aldersgrænsen til 15 år på albummet, pga. Thriller-videoen som følger med albummet. Dette blev derfor det første Jackson-album med en aldersgrænse.
Sammen med det originale materiale fra Thriller (1982), indeholder albummet remixede versioner, nyt materiale, en dvd med Jacksons tre musikvideoer fra Thriller-æraen; "Thriller", "Beat It" og "Billie Jean" samt en særlig optræden af Michael Jacksons ved Motown 25 med fremførelse af "Billie Jean". Der blev udgivet to singler: "The Girl Is Mine 2008" og "Wanna Be Startin' Somethin' 2008", og albummet blev en kommerciel succes, der solgte tre millioner eksemplarer i de første tolv uger. Samtidig blev albummet godt modtaget blandt kritikerne, som ellers mente, at det nye materiale ikke var så inspirerende som originalen.

## Numre
1. "Wanna Be Startin' Somethin"; 6:02
2. "Baby Be Mine"; 4:20
3. "The Girl Is Mine" (med Paul McCartney); 3:42
4. "Thriller" – (Temperton); 5:57
5. "Beat It"; 4:17
6. "Billie Jean"; 4:57
7. "Human Nature" – (John Bettis, Steve Porcaro); 4:05
8. "P.Y.T. (Pretty Young Thing)" – (James Ingram, Quincy Jones); 3:58
9. "The Lady In My Life" – (Temperton); 4:12
10. "Voice-Over Session fra Thriller" – Vincent Price (Temperton); 0:24 – bonus
11. "The Girl Is Mine 2008" – will.i.am (Jackson/will.i.am/Harris); 3:11 – bonus
12. "P.Y.T. (Pretty Young Thing) 2008 – will.i.am (Jackson/will.i.am/Harris); 4:17 – bonus
13. "Wanna Be Startin' Somethin' 2008 – Akon (Jackson/Akon/Tuinfort); 4:11 – bonus
14. "Beat It 2008 – Fergie (Jackson); 4:10 – bonus
15. "Billie Jean 2008 Kanye West Remix – (Jackson); 4:34 – bonus
16. "For All Time" – (Sherwood/Porcaro); 4:03 – bonus
17. "Got the Hots" – (Jackson/Jones); 4:27 (Japan) – bonus

## Dvd
1. "Thriller"
2. "Beat It"
3. "Billie Jean"
4. "Billie Jean" (liveoptræden ved Motown 25)

## Japansk specialudgave afThriller 25
I 2008 udkom en specialudgave af Thriller 25, som kun blev udgivet i Japan.

### Cd 1
1. "The Girl Is Mine"
2. "Can't Get Outta The Rain"

### Cd 2
1. "Billie Jean"
2. "It's The Falling In Love"

### Cd 3
1. "Beat It"
2. "Get On The Floor"

### Cd 4
1. "Wanna Be Startin' Somethin"
2. "Wanna Be Startin' Somethin" (instrumental)

### Cd 5
1. "Human Nature"
2. "Baby Be Mine"

### Cd 6
1. "P.Y.T. (Pretty Young Thing)"
2. "Working Day And Night" (nyt mix)

### Cd 7
1. "Thriller"
2. "Things I Do For You" (The Jacksons live)